# Bernina-Roseg-Schanze
Bernina-Roseg-Schanze – nieistniejąca skocznia narciarska w szwajcarskiej miejscowości Pontresina o punkcie konstrukcyjnym na 80. metrze, używana w pierwszej połowie XX wieku.
W 1907 mieszkańcy Engadin rozpoczęli budowę skoczni narciarskiej Berninaschanze K-40, którą otwarto oficjalnie zimą 1912. W latach 20. postanowiono zbudować nowy, większy obiekt w dolinie Roseg. Nowa skocznia miała pozwolić na oddawanie skoków na odległość nawet 80 m. Została otwarta w 1925 przez klub narciarski Potresina – zorganizowano wówczas międzynarodowe zawody. W kolejnych latach również odbywały się tutaj konkursy skoków, będące jednymi z największych w Europie. W 1928 Szwajcar Bruno Trojani został na tym obiekcie pierwszym Europejczykiem, który przekroczył 70 metrów. W 1930 Adolph Badrutt ustanowił tutaj nowy rekord świata – 75 m. Ostatni konkurs na Bernina-Roseg-Schenze rozegrano w 1948, natomiast skocznia K-40 była używana jeszcze do lat 60.

## Rekordy skoczni
| Rok  | Zawodnik           | Odległość | Uwagi         |
| ---- | ------------------ | --------- | ------------- |
| 1925 | Hailer             | 51 m      |               |
| 1925 | Stefan Lauener     | 56 m      |               |
| 1925 | Thoralf Strømstad  | 58 m      |               |
| 1926 | Carlsen            | 65 m      |               |
| 1927 | Gérard Vuilleumier | 66 m      |               |
| 1928 | Bruno Trojani      | 72 m      |               |
| 1930 | Adolph Badrutt     | 75 m      | rekord świata |